# 魔神凱撒SKL
《魔神凱撒SKL》（日语：マジンカイザーSKL）為2011年1月28日至同年4月7日發售的OVA作品。全3卷。

## 概要
本作是自2001年以來，OVA版《魔神凱撒》系列的最新作，與前作設定上並無關連。主角機“魔神凱撒”的設定及主要角色全部均是本作原創設定。標題的「SKL」讀作「SKULL」（骷髏）。
2011年9月10日本作以《鐵甲萬能俠SKL》的名稱於香港上映一場。

## 角色

### 主要人物
以下三名人物為組織“WSO”組織的戰鬥隊伍“Skull Force（スカルフォース）”所屬，與基巴軍及加蘭軍戰鬥。
海動劍（声：淺沼晉太郎）
主角。魔神凱撒SKL的駕駛者（Skull Force－死滅無常小隊（デスカプリース隊）所屬的特務中尉。代號為惡魔6）。
性格熱血、粗野、衝動魯莽但同時不失分寸的男子，對戰鬥以外的事情不感興趣。主要操縱凱撒使用牙斬刀為主的斬擊戰及比拼力量的肉搏戰。擅長使用刀劍，由長身的日本刀而至戰鬥小刀等各樣冷兵器也能運用自如，對付遠距離敵人也是以飛刀來應對。
真上遼（声：日野聰）
主角。魔神凱撒SKL的駕駛者（Skull Force－死滅無常小隊所屬的特務中尉。代號為路西法4）。
基本上性格看似冷靜，但一旦接觸到他的禁忌就會變得非常危險。討厭“命運”這個詞。
射術精確無比，主要操縱凱撒使用雙槍作射擊戰，格鬥戰時則以雙槍下方的利刃進行近接戰鬥。
真正身分名為的人造人之一。
由木翼（声：早見沙織）
Skull Force－紅蓮獵隼小隊（グレンファルコン隊）所屬的特務中尉，精通電腦機械的女性技術官員。

### WSO所属的人物
斯卡雷特·響（声：淺野真澄）
紅蓮獵隼小隊（グレンファルコン隊）的隊長，階級大尉。帶隊突入奇械島領空時遭流彈波及，技術士官由木翼以外全隊陣亡。設定上有著讓男人望塵莫及的武勇，連死滅無常小隊的兩位凱撒機師都對她抱有敬意，得知其死訊時的反應亦相當哀戚，海動寂寞表示「不是個討厭的人」，真上則是沉痛地閉眼默禱。
漫畫版活了下來並依原作戰計畫駕駛溫格爾參戰，同樣生還的由木翼則維持技術支援工作。
荒神谷（声：長克巳）
WSO的參謀。Skull Force的指揮。

### 凱撒的敵人
基巴（声：檜山修之）
ゴウダ（声：飛田展男）
基巴的部下。
加蘭（声：銀河万丈）
卑彌呼（声：井上喜久子）

### 八稜郭的女性們
愛拉（声：田中敦子）
哈利肯（声：白石涼子）
ファンシー（声：高橋美佳子）
芙拉修（声：喜多村英梨）
ミスティ（声：清水愛）

## 登場機械
魔神凱撒SKL
據說擁有超越神或惡魔的強大力量的漆黑巨大機械人。經由「骷髏指揮艇」與凱撒的頭部合體起動。八稜郭一方稱為「魔神」，基巴、加蘭兩軍稱它為「骷髏頭的機體（基巴稱為「骷髏頭混蛋」）」，Skull Force一方則稱為「凱撒」。在與加蘭一戰後右眼受損。可以與威因古的部件進行飛翼合體（ウイングクロス）從而獲得飛行能力及解鎖被封印的武裝。
牙斬刀
由海動操作的大劍。劍柄可以自由伸縮，變成長槍形態（或可說是薙刀）來使用。亦可與下記的龍捲爆碎飛拳組合來使用。
Breastrigger
由胸部部份分離成的2枝手槍。操作由真上以正確無比的槍擊在敵人叢中射擊。子彈用盡時可以以彈匣下部的刀刃當成手斧使用，亦可將雙槍組合並變形成大斧。當飛翼合體後可以使用脈衝光束模式（パルスビームモード）。
龍捲爆碎飛拳
即金剛飛拳。發射時前臂的螺旋状刀刃會迴轉增加威力。另外也可以飛拳手持牙斬刀作廣範圍殲敵，或者回收牙斬刀之用。
腐蝕奔流
飛翼合體後可以使用，在口部發射的強風。
雷神之錘
飛翼合體後可以使用，以牙斬刀及耳部位的雙角引雷後，以牙斬刀將儲起的能量發射的雷電攻擊。兩角可以不斷地接收雷電並將能量發送到牙斬刀。
地獄烈焰
飛翼合體後可以使用，以胸口部份射出高熱能量的最強武裝。
骷髏指揮艇
魔神凱撒SKL的駕駛艙、複座式設計的飛行機械。主駕駛為前排位置，當海動及真上要交換操控時會整個駕駛座位前後滑動。

## 製作人員
- 原作 - 永井豪 / DYNAMIC企畫
- 企画 - DYNAMIC企畫
- 構成・脚本 - 早川正
- 魔神凱撒SKL、威因古設計 - 野中剛（PLEX）
- 人物設定 - 伊藤岳史
- 機械設定 - 阿部宗孝、堀井敏之、小川浩
- 美術 - 李凡善
- 美術設定 - 坂本竜
- 色彩設計 - 原田幸子
- 編集 - たぐまじゅん
- 撮影監督 - 阿部安彦
- 助監督 - 後藤優一
- 音響監督 - 岩浪美和
- 音響效果 - 小山恭正
- 音樂 - 栗山善親、寺田志保、横関敦
- 音樂監製 - 井上俊次
- 音樂制作 - Lantis
- 動畫製作 - Actas
- 動畫製作人 - 丸山俊平
- 製作人 - 徳原八州、永井一巨、南喜長、長谷部大樹、臼井久人、井上俊次、森本浩二
- 監督 - 川越淳
- 製作 - 魔神凱撒製作委員会

DYNAMIC企画、Bandai Visual、Lantis、シュウゲート、Emotion

## 主題曲
- 片頭曲「The ETERNAL SOLDIERS」

作詞 - 二井原實、金澤隆志 / 作曲 - 高崎晃 / 編曲、主唱 - LOUDNESS
- 片尾曲「Juggernaut」

作詞 - 真緒 / 作曲、編曲、主唱 - Sadie
- 插曲「THE DANGER ZONE」（1卷）

作詞 - 二井原實 / 作曲 - 高崎晃 / 主唱 - LOUDNESS
- 插曲「LEGEND of KAISER」（3卷）

作曲 - 原田謙太 / 編曲 - 寺園健二 / 作詞、主唱 - Rey

## 各話標題
| 卷數   | 標題            | 作畫監督 | 機械作畫監督 | 分鏡   | 演出     | 公開/發售日                                            |
| ------ | --------------- | -------- | ------------ | ------ | -------- | ------------------------------------------------------ |
| Sect-1 | Death caprice   | 伊藤岳史 | 阿部宗孝     | 川越淳 | 大平直樹 | 2010年11月27日（劇場公開） 2011年1月28日（DVD/BD發售） |
| Sect-2 | Search-and-Kill | 伊藤岳史 | 阿部宗孝     | 川越淳 | 大平直樹 | 2010年12月25日（劇場公開） 2011年2月25日（DVD/BD發售） |
| Sect-3 | Final Count     | 伊藤岳史 | 阿部宗孝     | 川越淳 | 大平直樹 | 2011年1月22日（劇場公開） 2011年4月7日（DVD/BD發售）   |

## 出現的遊戲
任天堂3DS
- 超級機器人大戰UX

《無敵鐵金剛》系列的主角兜甲兒第一次缺席《超級機器人大戰系列》版權作，由海動劍及真上遼代表《無敵鐵金剛》系列參戰。
- 超級機器人大戰BX

首次與《真魔神 衝擊！Z篇》主角兜甲兒一起參戰，兜甲兒與海動劍及真上遼使出的合體技「DYNAMIC組合攻擊」。

## 注腳
1. 1 2  新一影業官方網站內的介紹 的存檔，存档日期2011-07-21.
2. ↑  由於受到日本東北地方太平洋近海地震的影響，原本預定於2011年3月25日發售的第3卷因發售及發送的困難而延期至4月7日。
3. ↑  全日賞：日本動畫賞　佛光照追星女 （页面存档备份，存于）於蘋果日報

## 外部連結
- 魔神凱撒SKL （页面存档备份，存于） - 官方網站
- ANIME FES "VS"官方網站
- Bandai Channel ANIME FES "VS"特集[永久]